# O du ärans konung
O du ärans konung är en psalm med fyra verser av Lina Sandell. Sången kan karaktäriseras som lovpsalm och är i varje fall hela tiden riktad till konungen själv, Jesus. Lovsångskaraktären är tydligast i första och sista strofen; stroferna däremellan präglas av större allvar och ställer Jesu kors i blickpunkten.
Melodin av Joachim Neander finns i rytmiskt olika former i olika sångböcker.

## Publicerad i
- Svenska Missionsförbundets sångbok 1920 som nr 49 under rubriken "Guds uppenbarelse i Jesus Kristus." utan vers 2 i den ursprungliga versionen
- Sionstoner 1935 som nr 58 under rubriken "Guds lov".
- Guds lov 1935 som nr 2 under rubriken "Inledningssånger".
- EFS-tillägget 1986 som nr 705 under rubriken "Jesus, vår Herre och broder"
- Lova Herren 1988 som nr 94 under rybriken "Advent".